# Amphithoides patrizii
Amphithoides patrizii är en kräftdjursart. Amphithoides patrizii ingår i släktet Amphithoides och familjen Ampithoidae. Inga underarter finns listade i Catalogue of Life.